# Поляков Андрій Андрійович
Андрій Андрійович Поляков (*6 березня 1959 Суми)  — російськомовний письменник громадський діяч, журналіст. З 1980-их член НСПУ.
У 2001 році отримав премію НСПУ імені Миколи Ушакова, яку присуджують за найкращу книгу поезій російською мовою.
У ? році нагороджений дипломом Російського центру міжнародного наукового та культурного співробітництва при МЗС Росії «Росзарубіжцентр» (який у 2007 указом Владаміра Путіна було переформатовано у фундацію «Русскій мір»), за внесок у розвиток російської літератури.

## Життєпис

### Навчання
1976  — 1980  — Сумський педагогічний університет, філологічний факультет.

### Робота
Працював виховатилем у Веретинівській школі-інтернаті, керував літературною студією при палаці дітей та юнацтва в Сумах, займався комерційною діяльністю, потім — виробами з кераміки. До недавнього часу працював журналістом у газеті «Панорама».
На початку 80-х у Сумах, при магазині «Мелодія» відкрився клуб, навколо якого почали збиратися творчі люди. Разом із друзями організував виступи поетів та бардів. Це були витоки літературного і бардівського рухів в обласному центрі.
У 1981 при Палаці піонерів та школярів організував дитячу літературну студію.
Зараз  — керівник літературної студії «Крила» Олександрівської гімназії та Сумської обласної літературної студії «Літ-ра.com», що зорганізувалася за особистої ініціативи Андрія Полякова. Керівник первинної організації Національного культурно-просвітницького товариства «Русское собрание».

Андрій Грязнов, Андрій Поляков, Володимир Пучков

Вперше вірші Андрія Полякова з'явились на шпальтах Сумських газет у 1984 році.
За теперішніми, та й тодішніми, мірками  — «пізній дебют». Однак то вже були твори не початківця, а людини з поетичним сприйняттям дійсності й професійним її відбиттям. І це не дивно, адже від самого народження із ним стояла творчість. Спершу це були мережки мами  — Зої Семенівни Полякової  — відомої в Україні та за її межами вишивальниці. Вона й прищепила синові любов до літератури. А вже професійні навички розширилися й поглибилися в літературній студії «Зажинок» при Сумській молодіжній газеті «Червоний промінь», якою в різні роки керували Павло Охріменко та Василь Чубур. Позитивно позначилися на професійному становленні Андрія Полякова і навчання на філологічному факультеті та заняття в інститутській студії «Орфей».
Тож, маючи професійну базу, він з дебютанта відразу ж ступив до когорти молодих поетів. Того ж, 1984 року, його вірш надруковано в альманасі «Вітрила» (Київ). Через два роки у «Вітрилах» уже було вміщено добірку віршів, і тоді ж  — в альманасі «Истоки» (Москва, 1986).
Відтоді ж Андрій Поляков у поезії розробляє і одну тему, яка з роками викристалізувалася в напрям його творчості  — шлях до себе. Створюючи поетичні образи, малюючи поетичні картини, він завжди повертає погляд до світу внутрішнього «я». А ще  — відображення дарованого нам світу. Відображення не дзеркальне, а звукове: відлуння, яке шукає свого творця. Саме цим поет цікавий для непересічного читача, цим складний для буденного ока, цим не зрозумілий для тих, хто в поезії шукає не думки, а лише красиві образи. Світові поезій Андрія Андрійовича притаманні також ліризм, щирість, людська доброта.

## Участь в громадських організаціях
Член Міжнародного об'єднання вільної творчості «Міст».
Автор та продюсер проекту «Сумщина творча. Культура та мистецтво», в рамках якого відбуваються літературні виступи на обласному радіо, літературно-музичні вечори в бібліотеках, школах, ВУЗах та інших культурних майданчиків міста, а також випускаються літературні сторінки в газетах, альманахах та часописах.
Організатор міжрегіональних заходів: Всеукраїнських Олександрівських читань, у співавторстві з поеткою Маргаритою Москвичовою — «Гусарської балади» та «Літературного десанту Москва-Суми».

## Нагороди
Нагороджений дипломом Російського центру міжнародного наукового та культурного співробітництва при МЗС Росії (РОСЗАРУБІЖЦЕНТР) за внесок у розвиток російської літератури.
- 2001  — лауреат літературної премії ім.. Миколи Ушакова
- 2005  — лауреат Всеукраїнського літературного конкурсу журналу «Райдуга»
- 2013  — лауреат Міжнародного поетичного конкурсу «Премія Невідомого читача»
- 2013  — лауреат Міжнародного багаторівневого конкурсу ім.. де Рішельє
- 2013 увійшов у «Золоту десятку» щорічного рейтингу «ТОП-50» для сум'ян, що внесли особливий внесок у розвиток культури.

## Творчий доробок
Поетичні збірки
Автор 6 поетичних збірок. Вірші друкувалися в альманахах України та Росії. Всі збірки, за винятком «Дом» (художник Сергій Чумак), проілюстровані і оформлені художницею Маргаритою Москвічовою.
| Назва                                         | рік  | видавництво | місто, крана  | мова      |
| --------------------------------------------- | ---- | ----------- | ------------- | --------- |
| Лицом к любви                                 | 1992 | Мрія-1      | Суми, Україна | російська |
| Дом                                           | 1996 | Мрія-1      | Суми, Україна | російська |
| Пришла пора /Тороки. Книги в книзі. — Вип. I. | 1996 | Собор       | Суми, Україна | російська |
| Семь дней                                     | 2000 | Мрія-1      | Суми, Україна | російська |
| Посох                                         | 2005 | Мрія-1      | Суми, Україна | російська |
| Возвращение                                   | 2010 | Мрія-1      | Суми, Україна | російська |

Публікації у журналах та збірках
- Журнал «Орфей» (Суми, 1999, 2009)
- Журнал «ЛАВА» (Харків, 2014).
- Журнал «Зарубежные задворки „ZA-ZA“» (Німеччина, Дюссельдорф, 2014).
- Колективна збірка «МЫ» (Суми, 2014).